# Mado (film)
Mado är en fransk-italiensk-tysk dramafilm från 1976 i regi av Claude Sautet.
Filmen är baserad på Gilberte Chattons roman med samma namn.

## Rollista i urval
- Michel Piccoli - Simon Léotard
- Ottavia Piccolo - Mado
- Jacques Dutronc - Pierre
- Charles Denner - Reynald Manecca
- Romy Schneider - Hélène
- Julien Guiomar - Lépidon
- Claude Dauphin - Vaudable
- Michel Aumont - Aimé Barachet
- Jean Bouise - André
- Bernard Fresson - Julien
- Nathalie Baye - Catherine
- Dominique Zardi - Crovetto